# Нгуен Тхе Чуен
Нгуен Тхе Чуен (вьет. Nguyễn Thế Truyền; 1898—1969) — деятель вьетнамского национально-освободительного движения, философ, инженер-химик.
С 1920 по 1927 гг. проживал во Франции, где сотрудничал с Нгуен Ан Нинем, Фан Тяу Чинем, Нгуен Ай Куоком (Хо Ши Мином) и Фан Ван Чыонгом. Входил в Колониальную Комиссию ФКП, с чьей помощью основал в метрополии националистическую партию «Независимый Вьетнам». В 1926 году отказался от сотрудничества с ФКП, в 1927 году вернулся во Вьетнам вместе со своей женой-француженкой.
В 1940-е годы переходит на антикоммунистические позиции, в 1943 (по другим данным в 1941) году был выслан на Мадагаскар. В 1949 (по другим данным в 1946) году вернулся во Вьетнам, где продолжил политическую деятельность. В начале 1960-х годов соперничал на выборах на должность президента Республики Вьетнам с Нго Динь Зьемом.